# Acacia drepanolobium
Acacia drepanolobium är en ärtväxtart som beskrevs av Sjöstedt. Acacia drepanolobium ingår i släktet akacior, och familjen ärtväxter. Inga underarter finns listade i Catalogue of Life.

## Bildgalleri

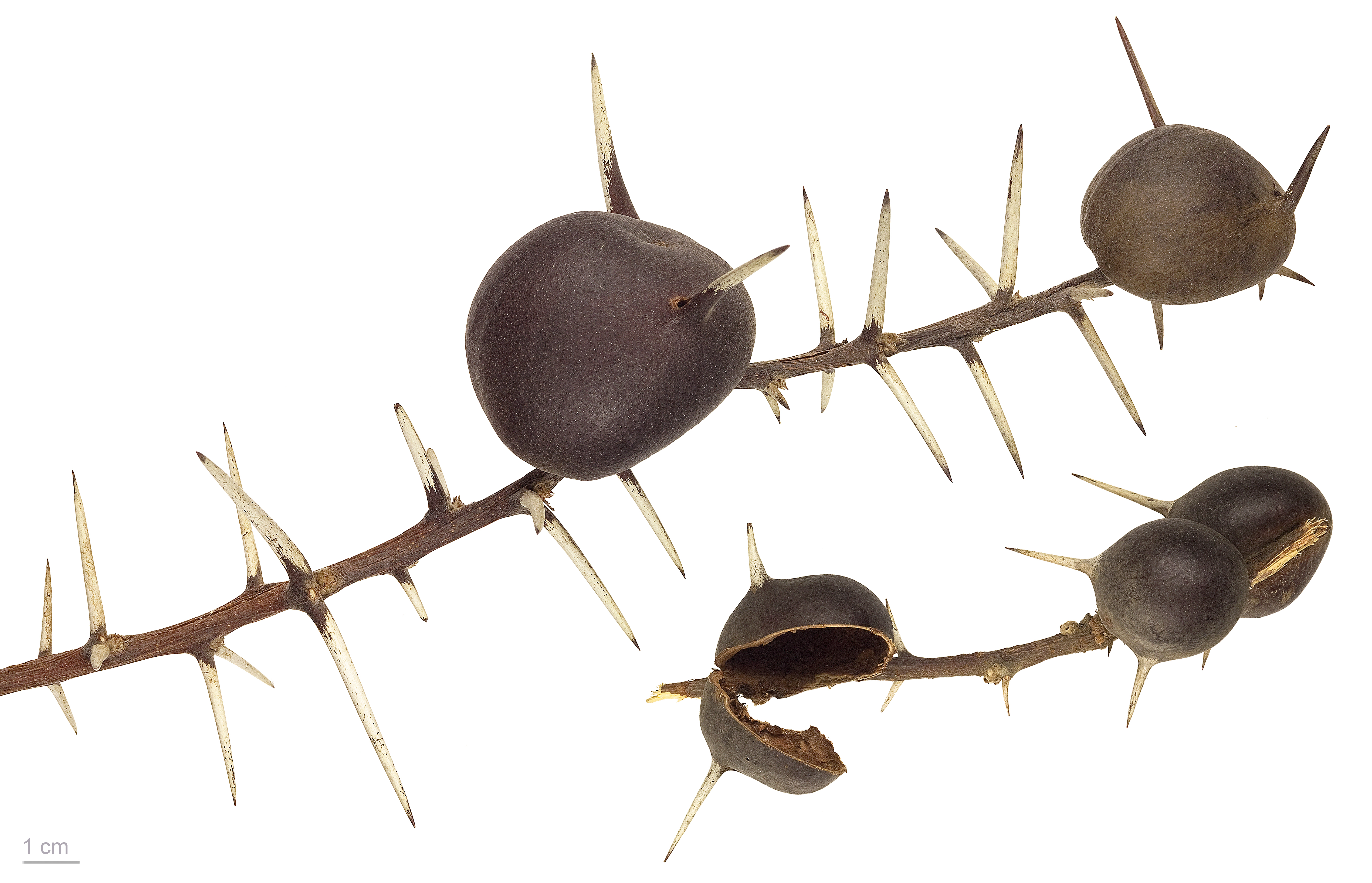
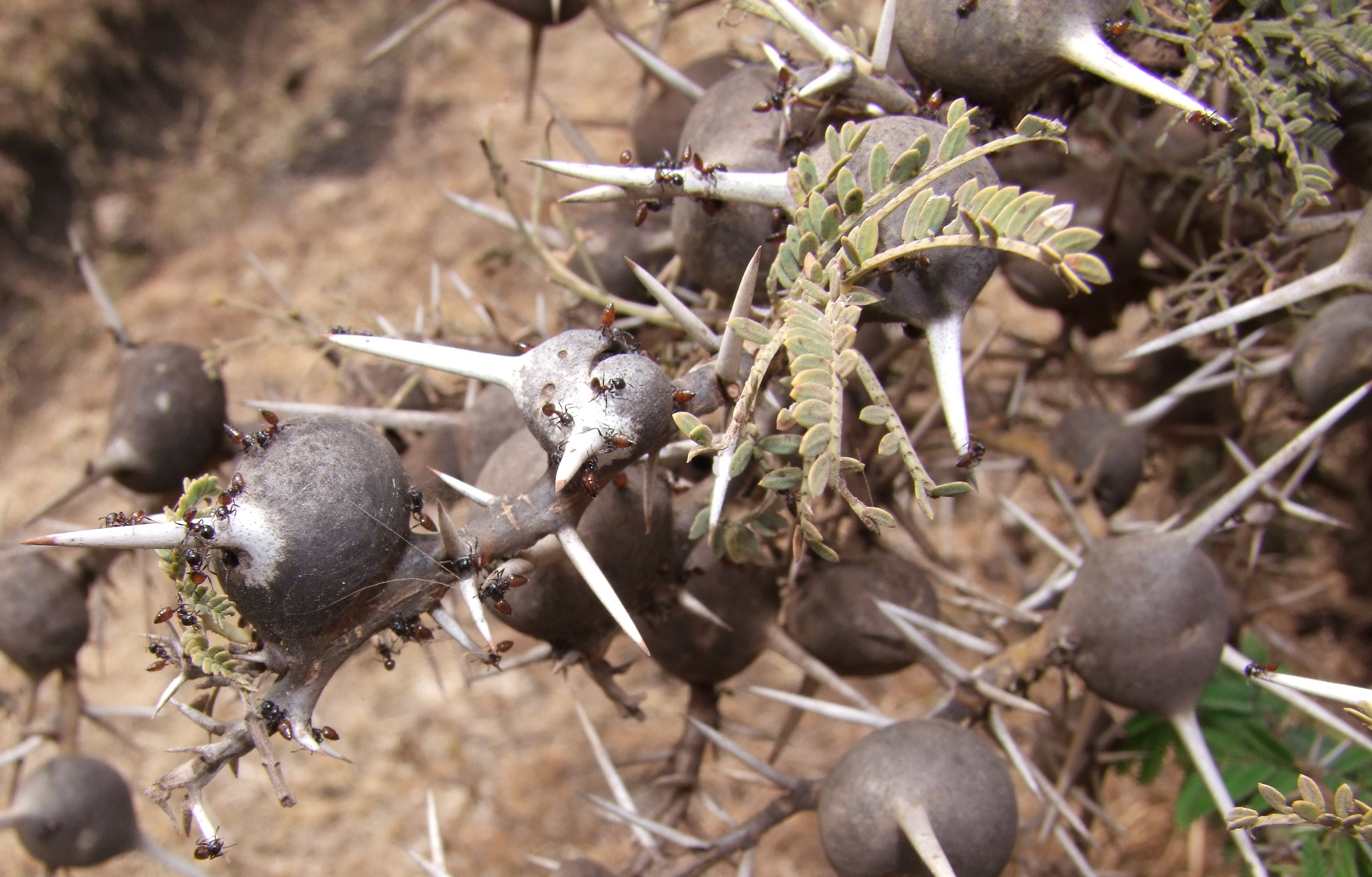
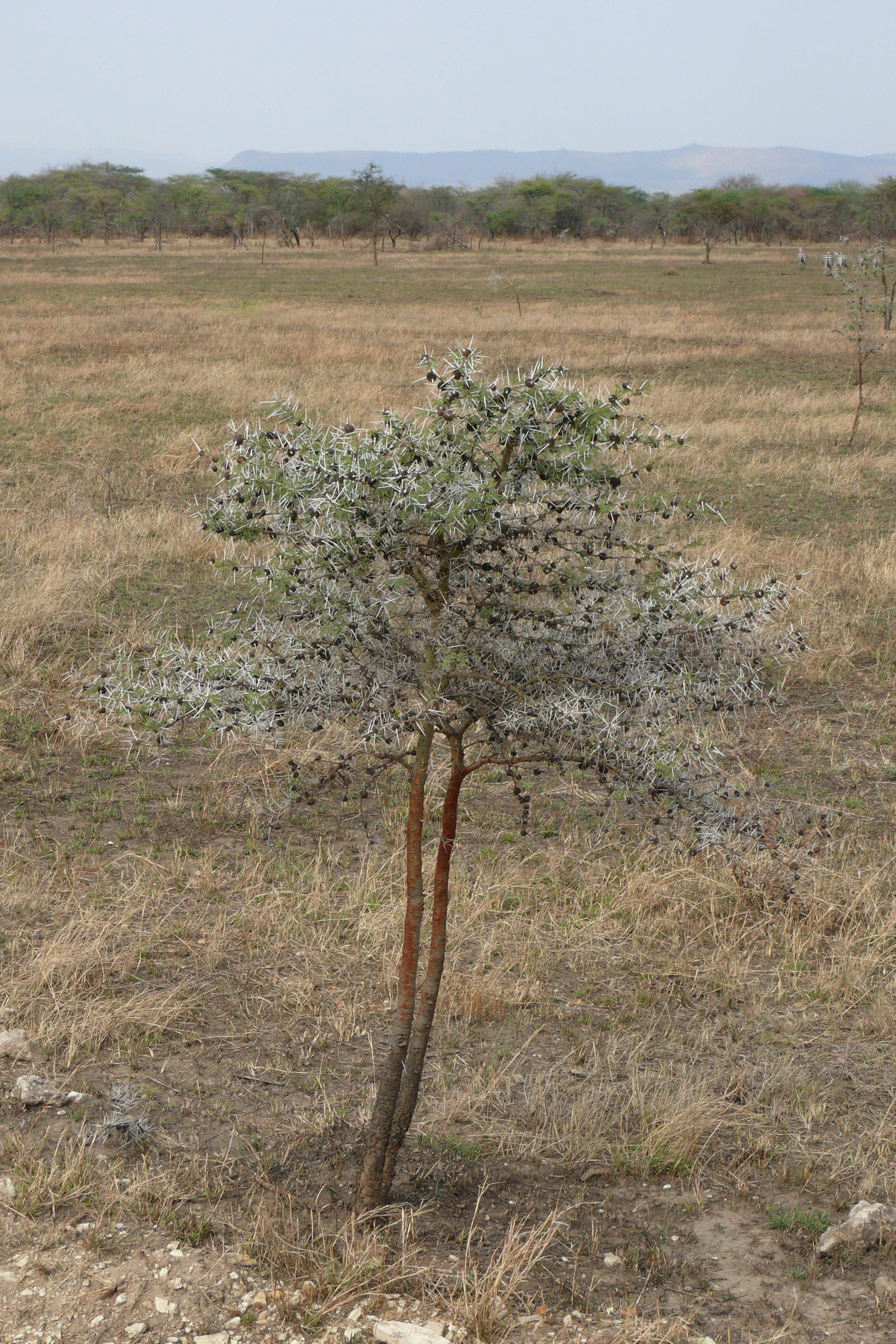
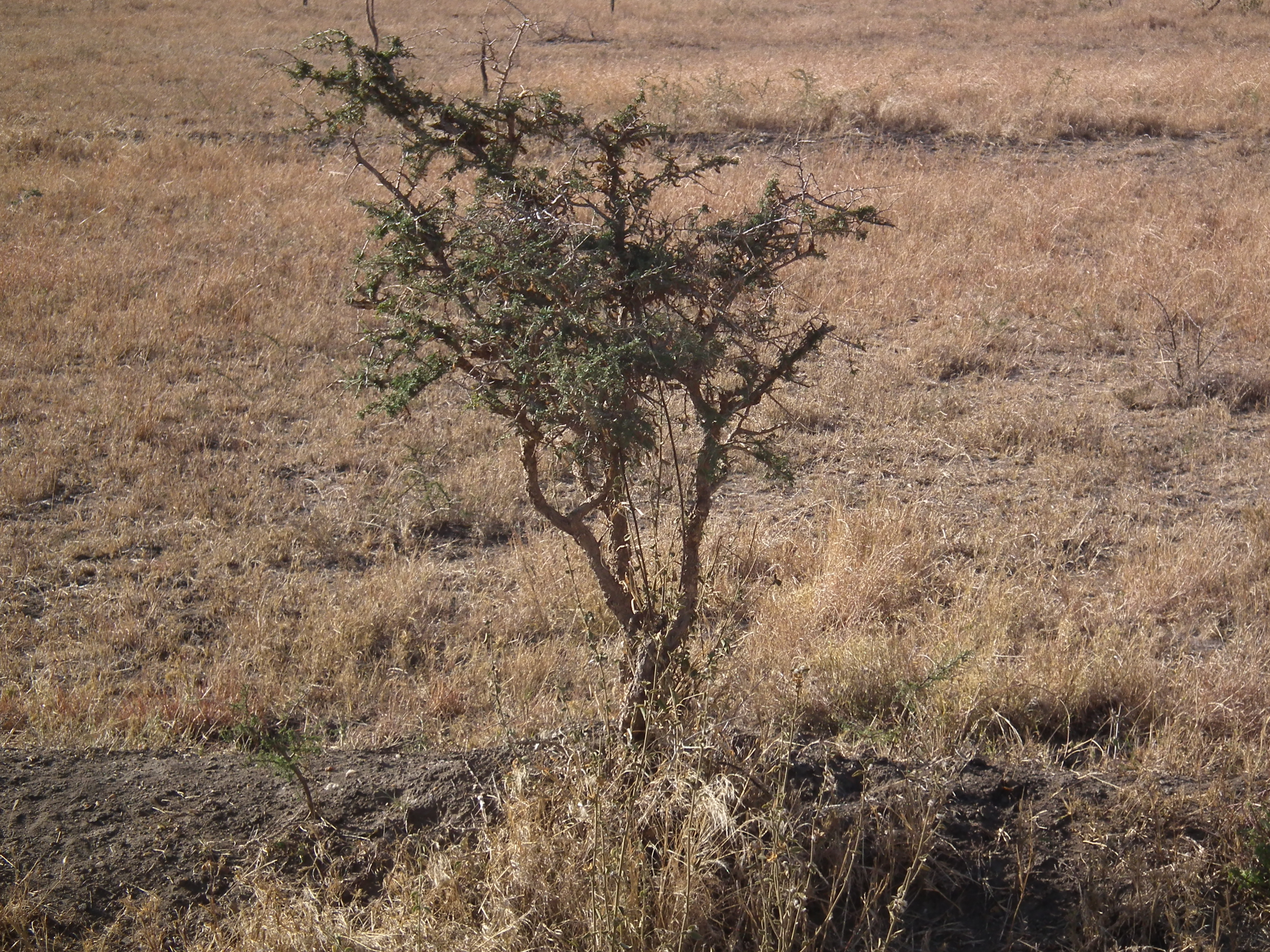
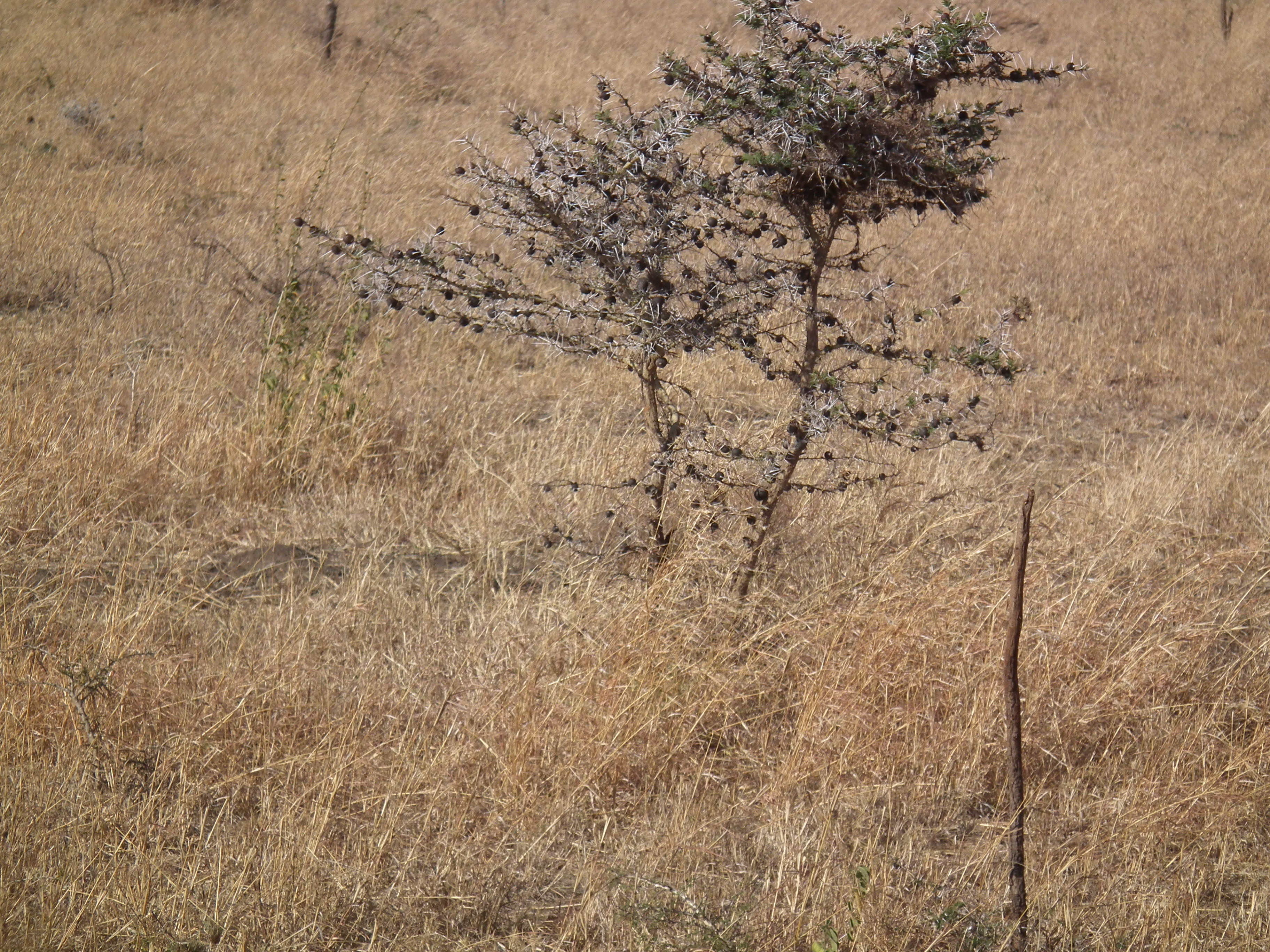
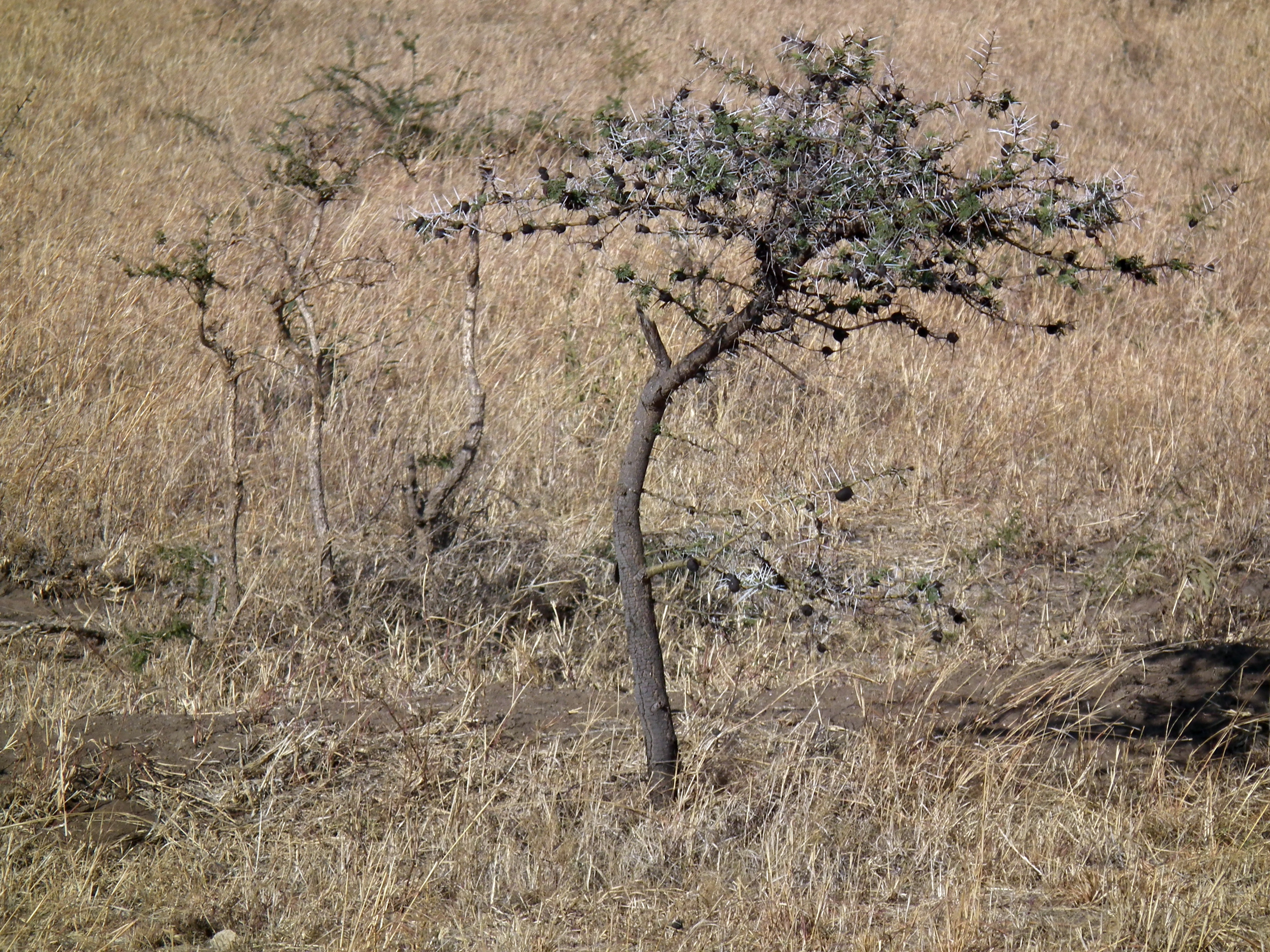